# Byssoloma kalbii
Byssoloma kalbii är en lavart som beskrevs av Sérus. Byssoloma kalbii ingår i släktet Byssoloma och familjen Pilocarpaceae.   Inga underarter finns listade i Catalogue of Life.